# Saint-Sulpice-de-Roumagnac
Saint-Sulpice-de-Roumagnac är en kommun i departementet Dordogne i regionen Nouvelle-Aquitaine i sydvästra Frankrike. Kommunen ligger i kantonen Ribérac som tillhör arrondissementet Périgueux. År 2022 hade Saint-Sulpice-de-Roumagnac 283 invånare.

## Befolkningsutveckling
Antalet invånare i kommunen Saint-Sulpice-de-Roumagnac
Referens:INSEE